# Antoine de Marges de Saint-Victoret
Antoine de Marges de Saint-Victoret, né vers 1712 et mort le 19 février 1788 à Brest, est un officier de marine et aristocrate du XVIIIe siècle. Commandant de nombreux navires Il sert pendant la guerre de Succession d'Autriche et celle de Sept Ans. Il est également membre ordinaire de l’Académie de marine à partir de 1752. Il se retire du service actif avant 1769.

## Biographie
Antoine de Marges de Saint-Victoret s’engage comme garde-marine le 9 septembre 1732. Il devient ensuite garde du Pavillon amiral le 18 décembre 1732.
Il est ensuite enseigne de vaisseau et lieutenant d’infanterie le 1er mai 1741, lieutenant de vaisseau le 17 mai 1751, capitaine de vaisseau le 17 avril 1757, brigadier des armées navales le 8 janvier 1767, commandant de la brigade de Bordeaux le 10 mars 1773. Il finit sa carrière comme retiré avec des provisions de chef d’escadre le 14 avril 1776.
Du 24 juin 1733 au 21 mars 1734, comme garde-marine, il est à bord du vaisseau de 70 canons le Conquérant, du Diamant du 28 avril 1735 au 1er mars 1736, puis de l’Ardent du 27 juillet 1740 au 28 avril 1741, qui prend une part active au combat livré contre une escadre anglaise composée de six vaisseaux au large du cap Tiburon (à l'ouest de Saint-Domingue), les 18 et 19 janvier 1741,.
Enseigne de vaisseau, il sert sur le Vigilant du 3 avril au 19 mai 1745, avec mission d’approvisionner Louisbourg. Il est fait prisonnier avec l’équipage du Vigilant le 20 mai 1745 par l’escadre anglaise de Peter Warren et n’est libéré que le 19 mars 1746.
Le 1er janvier 1748, il embarque sur le Magnanime. Il est à nouveau fait prisonnier lors de la capture de son bâtiment par le Nottingham, le 31 du même mois. Il prend part à la bataille du Cap-Français le 21 octobre 1757.
Il devient membre ordinaire de l’Académie de marine le 30 juillet 1752, étant l'auteur de nombreuses publications concernant la manœuvre, la garniture et le gréement pour le dictionnaire de l’Académie.
Il obtient son premier commandement le 9 août 1756 sur le Sauvage,, qu'il garde jusqu'au 21 mars 1758.
Il reçoit le commandement du Tonnant du 29 avril 1759 au 22 janvier 1760 et participe à son bord à la bataille des Cardinaux le 20 novembre 1759. Il passe ensuite sur l'Hector le 7 mars 1763, conservant ce commandement jusqu'au 18 juin 1763.